# Cupania platycarpa
Cupania platycarpa är en kinesträdsväxtart som beskrevs av Ludwig Radlkofer. Cupania platycarpa ingår i släktet Cupania och familjen kinesträdsväxter. Inga underarter finns listade i Catalogue of Life.